# Starý anglický baron
Starý anglický baron (The Old English Baron) je gotický román anglické preromantické spisovatelky Clary Reevové, který poprvé vyšel roku 1777 pod názvem Ochránce ctnosti (The Champion of Virtue). Při druhém vydání roku 1788 autorka knihu přejmenovala na Starý anglický baron.
V románu autorka vědomě navazuje na Otrantský zámek Horace Walpoleho se snahou zvýšit uvěřitelnost strašidelného příběhu umírněním fantastických a neuvěřitelných motivů. Kromě toho se snažila pod vlivem Samuela Richardsona o psychologické prokreslení postav a o didaktické vyznění díla. Sama autorka o tom v předmluvě románu napsala, že těžko uvěřitelné události dokáží v okamžiku nejvyššího napětí toto napětí „rázem a dokonale srazit; rozmetají dílo fantazie a místo zájmu vzbudí smích.“. Horace Walpole, kterého se autorčiny poznámky dotkly, označil knihu za nudnou, nezáživnou a příliš rozumovou, přesto román sklidil úspěch, protože obsahoval všechny prvky gotického románu: temný a děsivý hrad, ponurá atmosféra, zlý uzurpátor, mladý hrdina nevědomý si svého vznešeného původu, pokoje s duchy atp.

## Obsah románu
Román se odehrává v době vlády nezletilého krále Jindřicha VI. někdy v polovině 30. let 15. století. Do rodné Anglie se vrací rytíř sir Filip Harclay, který se ve službě pod králem Jindřichem V. vyznamenal odvahou i bezúhonností, že byl vážen jak pro rytířské činy, tak i pro křesťanské ctnosti. Protože se v raném mládí vřele spřátelil s jediným synem lorda Lovela, o kterém neměl již dlouho žádné zprávy (v posledním dopise, který od něho obdržel před několika lety, mu přítel psal o smrti svého otce a o své svatbě), rozhodl se, že přítele navštíví.
Po uspořádání svých záležitosti na svém sídle v Yorkshiru se proto vydá na cestu do lovelského zámku, ležícího v západní Anglii. Po příjezdu na místo se dozví že jeho přítel přišel o život při vojenském tažení krále proti povstalcům z Walesu a že jeho žena, čekající dítě zemřela zármutkem. Zámek pak zdědil jeho nejbližší příbuzný sir Walter Lovel. Ten následně prodal zámek svému švagrovi (manželovi jeho sestry) baronovi Fitz-Owenovi a sám se přestěhoval do Northumberlandu.

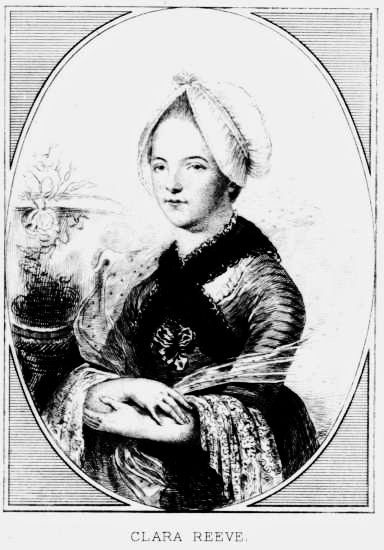
Autorka románu Clara Reevová

Během svého pobytu v zámku se sir Filip seznámí s rolnickým synem Edmundem Twyfordem, kterého baron Fitz-Owen trvale přijal do svého domu a poskytuje mu stejné vzdělání jako svým dvěma synům, dceři Emmě a několika jejich bratrancům. Edmund je dobře vypadající inteligentní mladý muž, brilantní v lukostřelbě a v manipulaci s mečem. Když ho sir Filip uvidí, okamžitě si ho oblíbí, a to také kvůli tomu, že je velmi podobný jeho mrtvému příteli. Protože je bezdětný, nabídne mu, aby se stal členem jeho rodiny. Edmund však vyjádří přání zůstat u barona, dostane ale od sira Filipa ujištění, že pokud by kdykoliv potřeboval přítele, může se spolehnout na jeho ochranu.
Během dalších čtyř let se zpočátku oblíbený Edmund stane obětí závisti baronova nejstaršího syna Roberta a jeho bratranců, mezi nimi především Richarda Wenlocka, který je zamilovaný do své sestřenice Emmy, ale ta má oči jen pro Edmunda. A Edmund Emmu také miluje, ale je si vědom marnosti své lásky pro jejich rozdílné společenské postavení. Mladší baronův syn Vilém však zůstane svému příteli věrný.
Závistivcům se dokonce podaří svými intrikami nahlodat mínění barona Fitz-Owena o Edmundovi, ale pod vlivem rodinného zpovědníka otce Osvalda nakonec baron dojde k přesvědčení, že obvinění vznesená proti Edmundovi jsou neopodstatněná. Nabídne mu proto zkoušku odvahy, díky které si opět získá úctu celé rodiny. Jde o to, aby tři dny po sobě strávilo noc v opuštěném křídle hradu, o kterém se říká, že v něm přebývají duchové a kam se nikdo neodváží vkročit kvůli děsivým zvukům a podivným nočním zjevením.
Edmund se pak od otce Osvalda dozví, že lady Lovelová byla před smrtí přesvědčena, že její manžel byl zavražděn, a že brzy po její smrti se začalo povídat, že v zámku straší a že několik sloužících spatřilo duchy lorda Lovela a lady Lovelové. Proto bylo nakonec celé křídlo zámku uzavřeno a nový lord Lovel byl z možné existence duchů tak rozrušený, že zámek i s panstvím svých předků prodal svému švagrovi a odjel.
Sluha Josef, který má Edmunda ve velké oblibě, mu zase poví o tom, že lady Lovelové se údajně zjevil duch jejího zemřelého manžela a oznámil jí, že ho zavraždil sir Walter, a že v noci, kdy lady Lovelové údajně zemřela, byla jedním ze sluhů viděna, jak vychází ze zámku do polí. Edmunda Josef považuje za syna svého minulého mrtvého pána.
První noc ve strašidelné komnatě proběhne bez zvláštních událostí, jen Edmund má sen, že do pokoje vstoupil rytíř od hlavy k patě v brnění a se spuštěnou přílbou. Za ruku vedl vznešenou paní, která byla mladá a krásná, ale velice bledá. Došli k jeho posteli a muž ženě řekl: „Je tohle naše dítě“ Žena pak odpověděla: „Je a blíží se hodina, kdy to o něm vejde ve známost.“

Ilustrace z frontispisu vydání z roku 1788

Druhou noc odhalí Edmund společně s otcem Osvaldem a sluhou Josefem, kteří se k němu přidali, strašlivé tajemství. Silný řinčivý zvuk je dovede do spodních místností strašidelného křídla zámku, kde najdou zbroj bývalého lorda Lovela zbrocenou krví, jeho prsten a hrob ukrytý pod prkny podlahy.
Následně Edmund s otcem Osvaldem navštíví Markétu Twyfordovou, ženu, která je údajně Edmundovou matkou. Ta nakonec přizná, že Edmund je nalezenec objevený u řeky, ve které bylo také nalezeno mrtvé tělo bohatě oblečené dámy. Twyford přinesl dítě své ženě domů společně s krásným náhrdelníkem, zlatým medailónkem a párem náušnic. Mrtvolu pak pochoval v lesích ze strachu, že bude obviňován z její smrti.
Edmund si uvědomí, že pro uznání svého vznešeného původu potřebuje silného spojence a odjede za sirem Filipem do Yorkshiru s prosbou o pomoc. Wenlock se svým kumpánem Markhamem se snaží Edmunda znovu očernit tvrzením, že jeho nepřítomnost na zámku znamená, že spřádá úklady proti baronovi a jeho rodině. Baron tomu neuvěří a přikáže Wenlockovi a Markhamovi, aby také strávili tři dny ve strašidelných místnostech. Hned první noc se jim zjeví duch rytíře v plné zbroji, který je z místnosti vykáže. Oba z jeho zjevení málem zemřou hrůzou.
Jakmile sir Filip vyslechne Edmunda, rozhodne se jednat. Obviní Waltera Lovela z vraždy a vyzve jej na souboj. V boji je Lovel poražen a v domnění, že umírá, se přizná k vraždě svého bratrance a ke skrytí jeho těla pod podlahu v křídle zámku, kde nyní straší. Aby nedošlo k pohanění jména barona Fitz-Owena, který je jeho švagrem, i jména Lovel, je Walter odsouzen k vyhnanství z Anglie. Podlí bratranci jsou baronem vyhnáni, Edmund je uznán jako nový lord Lovel a ožení se s Emmou.

## Česká vydání
- Starý anglický baron. In: Anglický gotický román. Praha: Odeon 1970, přeložili Emanuel a Taťána Tilschovi.
- Starý anglický baron, Praha: Městská knihovna v Praze 2020, přeložili Emanuel a Taťána Tilschovi, elektronická kniha.